# Sedimentne kamnine
Sedimentne kamnine so ena izmed treh osnovnih skupin kamnin (poleg magmatskih in metamorfnih), ki se oblikujejo z odlaganjem finega materiala in oblikovanja tega v kamnino. Nastanejo s pomočjo usedanja raznolikih razpadlih kamnin, z usedanjem biogenetskih materialov ali s strjevanjem oborin iz izhlapelih kemičnih raztopin. Med drugimi sodijo v skupino sedimentnih kamnin kreda, apnenec, peščenjak in konglomerat.
Domnevati je, da ima Zemljina atmosfera razmeroma majhne deleže ogljikovega dioksida (v primerjavi z npr. ozračjem Venere) zaradi ujetosti večjih količin slednjega v apnenčastih in dolomitnih kamninskih plasteh. Uhajanje ogljikovega dioksida iz teh ob njegovi eroziji je znano kot ogljikov cikel.
Oblika sestavnih delcev sedimentnih kamnin ima pomemben vpliv na zmožnost mikroorganizmov za poselitev slednjih. To obliko je moč določiti med drugim s koeficientom okroglosti, bolj znanim kot Krumbeinovo število po geologu Williamu C. Krumbeinu. Raziskovanje tovrstnih lastnosti je v domeni geomikrobiologije.

## Nastanek
Vse sedimentne kamnine nastajajo na podlagi velikih pritiskov, ki stisnejo usedle fine delce v trdno celoto. Ti delci so usedlina, izločena iz suspenzije v zraku, ledu ali vodnem toku. Po nanosu določene količine sedimenta slednji ni več v stiku z izvornim prenosnim medijem, veliki pritiski, ki nastanejo zaradi višjih plasti, pa ga združijo v kamen v procesu litifikacije. Celoten proces kemičnih, fizikalnih in bioloških sprememb, skozi katerega gre sedimentni material od svojega nanosa preko litifikacije do preperevanja, pa se imenuje diageneza.
Sedimentne kamnine so izrednega geološkega pomena zaradi informacij, s katerimi je moč preučevati zgodovino Zemlje. K temu zlasti doprinašajo fosili, ohranjeni in okameneli ostanki prazgodovinskih rastlin in živali, katerih mrtev ostanek se je usedel na površino odlaganja materiala, ta pa ga je kasneje z novimi plastmi tudi prekril. Druge kamnine fosilov namreč ne vsebujejo, saj so bile za razliko od sedimentnih večinoma ustvarjene pri visokih temperaturah in pritiskih, ki ne omogočajo obstoja fosilov. Ravno tako je za preučevanje geološke zgodovine uporabna plastna sestava tovrstnih kamnin, saj primerjava plasti omogoča tudi primerjavo in datiranje različnih geoloških obdobij med seboj.
Krovna plast sedimentnega kamna, ki sestavlja Zemljino skorjo, je površinsko obsežna, a je skupni delež slednjega med vsemi kamninami le približno 5-odstoten. Zato so sedimentne plasti, ki jih je videti po površini Zemlje, le tanka prevleka čez debele sloje magmatskih in metamorfnih kamnin.

## Delitev glede na nastanek

### Klastične sedimentne kamnine
Glavni članek: Klastične sedimentne kamnine
Klastične ali mehanske sedimentne kamnine so posledica združevanja razpadlih drobcev različnih kamnin. Pogosta sestavina klastičnih kamnin je kremenjak, pa tudi minerali kot ortoklaz, amfibol, glinasti minerali ter bolj redko delci magmatskih in metamorfnih kamnin.
Za nastanek mnogokrat heterogenih sedimentnih kamnin (kamnine, sestavljene iz več različnih razpadlih izvornih kamnin) so potrebni razpadli delci izvornih kamnin. Ti nastanejo s preperevanjem, ki se odvija na več načinov. Mehansko preperevanje je posledica naravnih sil, kot je sila, ki nastane zaradi pritiska ledu s povečano prostornino, in ob svojem poteku ne spreminja kompozicije mineralov v kamnu. Najbolj pogost dejavnik mehanskega preperevanja je prodiranje vlage v notranjost kamnine skozi razpoke, kjer ob nizki temperaturi ta zmrzne in s tem razširi razpoko. Med druge dejavnike mehanskega preperevanja pa sodi tudi ogrevanje in ohlajanje same kamnine, kar posledično povzroča raztezanje in krčenje. Na drugi strani kemično preperevanje kamnine povzroča razpad zaradi kemijskih reakcij, ki preobražajo vsebovane minerale v manjše in lahko odnosljive delce. Na tak način razpade množica magmatskih kamnin izvzemši kremen, ki je na kemično razjedanje izjemno odporen; posledica so glineni delci in kemijske raztopine.
Tako razpadli kamninski delci v obliki gline, mulja ali sviža, peska in proda se mnogokrat znajdejo v toku, kot je vodni, pa tudi zračni ali ledeniški. Ti prenosni mediji navadno obrusijio zrna ter jih razvrstijo po velikosti, zaradi česar so odložena glede na slednjo na različnih razdaljah; največji izmed njih se tako usedejo na predelih, kjer npr. vodni tok šele začne izgubljati na svoji moči, najmanjši pa šele v morju, v katerega se izliva tok. Usedli materiali se zatem s časom združijo v celoto oziroma klastične sedimentne kamnine. Te vsebujejo mineralno sestavo, ki je odporna na mehansko in kemijsko preperevanje, primeri česar so kremenjak, cirkonijev silikat, rutil in magnetit. Prvi izmed teh je eden najbolj odpornih mineralov.
Ena izmed manjših klastičnih kamnin je glinavec, katerega delci so manjši od 0,004 milimetra. Nekoliko večji je sviž, ki s svojimi delci dosega velikosti med 0,004 in 0,06 mm, sledi pa mu peščenjak z velikostmi med 0,06 in 0,2 mm. Največje mehanske sedimente predstavljajo konglomerati in breče (grušč) s svojimi zrni, ki so velika od 2 do 256 mm. Sedimentne kamnine, katerih delci imajo velikost peska, so imenovane areniti.
Znanstvena delitev klastičnih sedimentnih kamnin je zahtevna zaradi mnogih dejavnikov, ki jih velja vzeti v obzir. Tako obstajajo delitve glede na velikost delcev, njihove postavitve, združevalne materiale in druge rudninske primesi. Skrilavci, večinoma sestavljeni iz mineralizirane gline oziroma ilovice, so razdeljeni na podlagi razporeditve delcev in posameznih plasti. Sedimentni kamen z večjimi zrni je klasificiran glede na velikost osnovnih delcev in njihovo kompozicijo. Takšna kamnina je za primer drobnjak, ki je v osnovi peščenjak z dodatkom kremena, pepela, ortoklaza in delcev različnih metamorfnih kamnin. Nastane z nanosom materiala, ki potuje v kalnih tokovih z mnogo raznovrstnimi delci.

### Biogenokemične sedimentne kamnine
GLAVNO

### Kemične sedimentne kamnine
Glavni članek: Kemične sedimentne kamnine

### Piroklastične sedimentne kamnine
Glavni članek: Piroklastične sedimentne kamnine
Piroklastične kamnine niso prave sedimentne kamnine, saj jih njihov izvor postavlja v magmatsko skupino. Po značilnostih sedimentnih kamnin pa poteka način nastanka končne kamnine. Te kamnine so iz ognjenika izbruhani materiali, kot vulkanski pepel in pesek, ki se s časom posedeta in sprimeta v trdno celoto.

## Gospodarski pomen
Gospodarski pomen sedimentnih kamnin se največkrat izraža z njihovo uporabnostjo kot gradbenimi materiali. Zraven tega pa te kamnine tvorijo sedimentne porozne sicer zaprte geološke kotanje, v katerih so se skozi milijone let tvorila fosilna goriva.